# Korenarke
Korenarke (znanstveno ime Rhodocollybia) so rod gliv iz družine livkarjevk (Omphalotaceae).

## Seznam korenark Slovenije[2]
- žaltava korenarka (Rhodocollybia butyracea)
- vlaknata korenarka (Rhodocollybia filamentosa)
- žlebasta korenarka (Rhodocollybia fodiens)
- pegasta korenarka (Rhodocollybia maculata)
- spotegnjena korenarka (Rhodocollybia prolixa)